# Roberto Donati
Roberto Donati, född 15 mars 1983,  är en italiensk friidrottare som tävlar i kortdistanslöpning.

## Personliga rekord
- 100 meter – 10,38 från 2009